# Aire urbaine de Saint-Maixent-l'École
L'aire urbaine de Saint-Maixent-l'École est une aire urbaine française centrée sur la ville de Saint-Maixent-l'École.

## Caractéristiques
D'après la définition qu'en donne l'INSEE, l'aire urbaine de Saint-Maixent-l'École est composée de 4 communes, situées dans les Deux-Sèvres. Ses 11 742 habitants font d'elle la 5e aire urbaine du département.
Le tableau suivant détaille la répartition de l'aire urbaine sur le département (les pourcentages s'entendent en proportion du département) :
| Département | Communes | Communes (%) | Superficie (km²) | Superficie (%) | Population (2010) | Population (%) |
| ----------- | -------- | ------------ | ---------------- | -------------- | ----------------- | -------------- |
| Deux-Sèvres | 4        | 1,3          | 59,54            | 1,0            | 11 829            | 3,2            |

## Communes
Voici la liste des communes françaises de l'aire urbaine de Saint-Maixent-l'École.
| Commune                       | Superficie | Population 2010 | Densité de population 2010 | Population 1999 | Densité de population 1999 | Évolution de population 1999-2010 |
| ----------------------------- | ---------- | --------------- | -------------------------- | --------------- | -------------------------- | --------------------------------- |
| Exireuil                      | 21,06 km2  | 1 563           | 74 hab/km²                 | 1 093           | 52 hab/km²                 | 3,31 %/an                         |
| Nanteuil                      | 20,62 km2  | 1 670           | 81 hab/km²                 | 1 474           | 71 hab/km²                 | 1,14 %/an                         |
| Saint-Maixent-l'École         | 5,22 km2   | 7 483           | 1 434 hab/km²              | 6 602           | 1 265 hab/km²              | 1,15 %/an                         |
| Saint-Martin-de-Saint-Maixent | 12,64 km2  | 1 113           | 88 hab/km²                 | 850             | 67 hab/km²                 | 2,48 %/an                         |
| Aire urbaine                  | 59,54 km2  | 11 829          | 199 hab/km²                | 10 019          | 168 hab/km²                | 1,52 %/an                         |